# Péter Dely
 Péter Dely (* 5. Juli 1934 in Sárospatak; † 29. Dezember 2012) war ein ungarischer Schachmeister.
Dely wurde 1962 Internationaler Meister und 1999 Ehren-Großmeister. Er gehörte in den 1960er und 1970er Jahren zu den stärksten ungarischen Spielern und gewann 1969 die Landesmeisterschaft Ungarns. Für die ungarische Nationalmannschaft nahm Dely zweimal an der Mannschaftseuropameisterschaft teil, mit der Mannschaft erkämpfte er 1970 Silber und 1965 Bronze.
Dely siegte oder belegte vordere Plätze in mehreren Turnieren: I. Platz in Reggio nell’Emilia (1960/61), I-II. Platz in Polanica-Zdrój (1965), I. Platz in Budapest (1967), I. Platz in Bagneux (1970) und I-II. Platz in Luxemburg (1971).
Dely hatte von Juli 1971 bis Juli 1973 seine beste Elo-Zahl von 2480. Seine letzte Elo-Zahl betrug 2391, er war aber seit dem Jahr 2000 nicht mehr aktiv. Vor Einführung der Elo-Zahl hatte er im Januar 1971 seine beste historische Elo-Zahl von 2584.
In seiner Partie mit Schwarz gegen Károly Honfi bei der ungarischen Meisterschaft 1965 erprobte Dely erstmals ein Bauernopfer in der Taimanow-Variante der Sizilianischen Verteidigung. Dieser Zug wurde berühmt, als Garri Kasparow ihn gegen Anatoli Karpow mit Erfolg in zwei Partien der Schachweltmeisterschaft 1985 spielte. Heutzutage wird die Variante oft nach beiden Spielern Kasparow-Dely-Gambit genannt.